# ريانا براتشيت
ريانا براتشيت (بالإنجليزية: Rhianna Pratchett)‏ ( ولدت في 30 ديسمبر عام 1976 في سومرست، إنجلترا) هي كاتبة سيناريو، مصممة لألعاب الفيديو، روائية وصحفية سابقة. والدها تيري براتشيت (Terry Pratchett) من أفضل كتاب الفنتازيا وأدب الأطفال في المبيعات. تخصصت في تطوير القصة في الألعاب، وهي كانت تكتب بانتظام في صحيفة الغارديان. في 2006 وضعتها إحدى الصحف ضمن قائمة «أكثر 100 امرأة تأثيراً في صناعة ألعاب الفيديو».

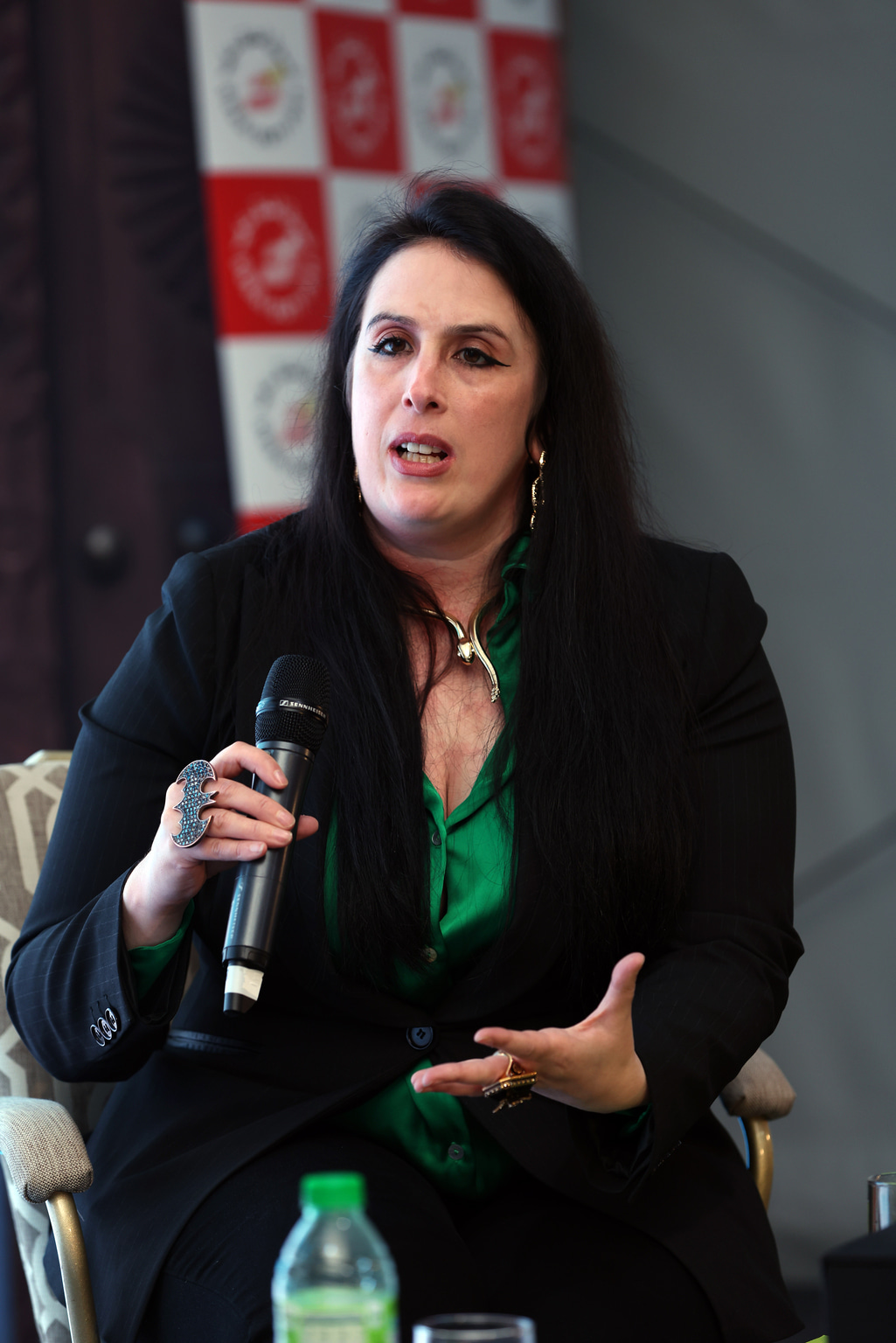
مشاركة ريانا براتشيت في مهرجان طيران الإمارات للآداب في عام 2023م

## من أعمالها
- هيفنلي سورد - لعبة فيديو (2007)
- ميرورز إيدج - لعبة فيديو (2008)
- برنس أوف بيرشيا - لعبة فيديو (2008)
- ثيف - لعبة فيديو {2014}

## روابط خارجية
- ريانا براتشيت على موقع IMDb (الإنجليزية)